# King's Raid: Successors of the Will
King's Raid: Successors of the Will (яп. キングスレイド 意志を継ぐものたち, Kingusu Reido Ishi o Tsugu Mono-tachi) — японський аніме-серіал, адаптація однойменної відеогри. Він був вироблений студією Sunrise Beyond і транслювався з жовтня 2020 року по березень 2021 року.

## Сюжет
Сто років тому Король Кайл переміг Короля Демонів Ангмунда, принісши епоху миру до королівства Орберія. Тепер доля лицаря-стажера Казеля змінюється, коли надходить звістка про появу демонів у його регіоні. Клаус, товариш по навчанню, який йому як старший брат, вирушає на розслідування і не повертається. Великий Мудрець Домінікус відправляє Казеля разом із командою довірених союзників, щоб знайти його друга та відшукати запечатаний святий меч, який може врятувати землі.

## Персонажі
Ріхіт
Сейю: Рьота Сузукі
Темний ельф-найманець, що прагне помсти за дискримінацію свого народу. Шукає стародавній магічний пристрій, який може захистити від Темного Лорда.
Ріпайн
Сейю: Йошіно Нанджо
Молодша сестра Ріхіта, віддана йому та його цілям, готова на все заради брата.
Казель
Сейю: Кайто Ішікава
Юний лицар-стажер, який дізнається, що є сином легендарного короля. Його доля — знайти святий меч і зупинити воскресіння Темного Лорда.
Фрей
Сейю: Ай Какума
Віддана жриця та подруга дитинства Казеля. Вона постійно підтримує його та глибоко за нього переживає.
Клео
Сейю: Арі Озава
Молода, але дуже здібна чарівниця вогню, учениця Домінікуса. Попри брак дисципліни, її магія розвивається.
Рой
Сейю: Кенго Каваніші
Колишній найманець, який приєднався до групи Казеля. Вижив після того, як його команда перетворилася на нежить.
Клаус
Сейю: Такума Терашіма
Досвідчений лицар, друг дитинства Казеля та Фрей. Його зникнення стає поштовхом для подорожі Казеля.
Тео
Сейю: Шун Хоріе
Лицар із нації Грей, який вигнав Мальдука за перетворення короля на нежить.
Домінікус
Сейю: Рьотаро Окіаю
Мудрий старець, що зберіг молодий вигляд за допомогою магії. Наставник Казеля та захисник його роду.
Мальдук
Сейю: Кентаро Іто
Темний чаклун, що прагне воскресити свого господаря. Його дії призводять до конфлікту з Ріхітом.
Кайл
Сейю: Масая Мацукадзе
Легендарний король, який століття тому переміг Темного Лорда. Його історія тісно пов'язана з долею Казеля.
Марія
Сейю: Сакура Накамура
Колишня послідовниця богині світла, яка відвернулася від неї. Її мотиви складні, і вона має зв'язок з минулим Кайла.
Скарлет
Сейю: Міцукі Накае
Принцеса та головнокомандуюча лицарів Орвелії. Прагне відновити справедливість і мир.
Демія
Сейю: Міка Канда
Елітний лицар-охоронець Орвелії, що бере участь у ключових битвах.
Лорен
Сейю: Емі Хіраяма
Відьма лісу Елладора, давня союзниця Короля Кайла, що володіє знаннями про святий меч.
Селена
Сейю: Джурі Нагацума
Принцеса ельфів та майстерна лучниця. Спочатку не довіряє людям, але згодом змінює свою думку.
Офелія
Сейю: Такако Танака
Королівський астролог Орвелії.
Джейн
Сейю: Мое Тойота
Принцеса королівства Грей, яка постраждала від дій Мальдука.
Рейна
Сейю: Юкі Такада
Дочка дворянина, яка втекла, щоб стати найманцем і жити за власними правилами.
Еліза
Сейю: Ріхо Ііда
Маленька дівчинка, яка втратила батьків через демонів. Знаходить розраду в нових друзях.

## Аніме
Аніме-серіал «King's Raid: Successors of the Will» було анонсовано 9 квітня 2020 року. Його трансляція відбувалася з 3 жовтня 2020 року по 27 березня 2021 року на TV Tokyo. Сюжет аніме відрізняється від оригінальної гри та містить оригінальних персонажів, яких озвучують Рьота Сузукі та Йошіно Нанджо. Серіал анімовано студіями OLM та Sunrise Beyond. Режисером виступив Макато Хошіно, сценаристом серіалу — Мегумі Шімідзу, а дизайнером персонажів — Тацуя Араі. Музику до серіалу написав Масахіро Токуда. Актори японської версії гри повторили свої ролі в аніме. 
Відкриваючими темами були «legendary future» гурту fripSide (для 1-13 серії) та «Eclipse» гурту DREAMCATCHER (для 14-26 серії). Завершальні теми включали «SticK Out» від KOTOKO (для 1-13 серії) та «One Wish» від Ріхо Ііда (для 14-26 серії).
Серіал «King's Raid: Successors of the Will» складається з 26 епізодів. Компанія Funimation придбала права на трансляцію серіалу, і він доступний на їхньому вебсайті в Північній Америці та на Британських островах. 28 листопада 2020 року було оголошено про скасування випуску серіалу на Blu-ray.

### Серії
| № серії | Назва серії | Режисер(и)                                                                            | Сценарист(и)   | Оригінальна дата показу |
| --- | --- | ------------------------------------------------------------------------------------- | -------------- | ----------------------- |
| 1 | «Демони, що ховаються в місячному сяйві» Транслітерація: «Tsukiyo ni Ugomeku Mamonotachi» (яп. 月夜に蠢く魔物たち) | Макато Хошіно                                                                         | Мегумі Шімідзу | 3 жовтня 2020           |
| Найманці з угруповання «Чорний Край» оселилися в королівському місті Орвелія. Їхнього лідера, Ріхіта, запрошує до замку Радник Моріхам, який пропонує залучити «Чорний Край» для розслідування повідомлень про демонічну активність у Королівському лісі. Попри те, що королівський двір Орвелії відхиляє допомогу «Чорного Краю», Ріхіт обговорює зі своїми побратимами, темними ельфами, плани захоплення нації. Тим часом Клаусу та його загону доручають розслідувати демонів, що ховаються в лісі. Загін потрапляє в засідку, і багато солдатів гинуть. Лише Клаус залишається, щоб тримати оборону, поки один-єдиний солдат повертається до Орвелії, щоб повідомити про те, що сталося. Стурбовані за свого друга, Казель і Фрей поспішають йому на порятунок. | |                                                                                       |                |                         |
| 2 | «Розкрита Правда» Транслітерація: «Akasareru Shinjitsu» (яп. 明かされる真実)                                       | Сатоші Такафудзі                                                                      | Мегумі Шімідзу | 10 жовтня 2020          |
| Казель і Фрей дістаються Королівського лісу, де знаходять тіла солдатів, убитих демонами. Проте Клауса їм знайти не вдається, перш ніж на них нападають демони на чолі з відьмою. Раптово їх рятує загін «Чорний Край», який повідомляє дуету про свою місію. Казеля і Фрей знаходять чарівниця Клео та її супутник Рой, і вони доставляють їх до літаючої вежі Мудреця Домінікуса. Той уже знайшов пораненого Клауса і вилікував його. Наступного дня Домінікус повідомляє Казелю, що він є сином легендарного Короля Кайла, який століття тому переміг Темного Лорда Ангмунда. Тим часом Ріхіт доповідає про свої знахідки королівському двору Орвелії. Моріхам використовує цю ситуацію, щоб запропонувати альянс з ельфами та орками, як це зробив Кайл сто років тому. Однак Моріхам таємно планує узурпувати владу у двору і стати канцлером Орвелії. | |                                                                                       |                |                         |
| 3 | «Спадщина Предків» Транслітерація: «Senjin no Nokoshita Mono» (яп. 先人の遺したもの)                               | Тацунарі Кояно                                                                        | Мегумі Шімідзу | 17 жовтня 2020          |
| Домінікус розкриває Казелю та Фрей історію Кайла та Іллі, розповідаючи про битву Кайла з демонами та отримання Святого Меча Ейя. Після перемоги над Ангмундом, спроби Іллі відтворити меч були визнані єретичними, що призвело до вигнання темних ельфів. Дружина Кайла загинула від демонів, залишивши Казеля єдиним нащадком. Домінікус вважає, що демонічна активність може бути ознакою повернення Ангмунда, тому він відправляє Казеля та Фрей об'єднати ельфів та орків, щоб зняти печатку з меча. | |                                                                                       |                |                         |
| 4 | «Ліс та Ельфи» Транслітерація: «Erufu no Sumau Mori» (яп. エルフの棲まう森)                                        | Масаші Абе                                                                            | Ріє Кошіка     | 24 жовтня 2020          |
| Казель і його друзі дістаються лісу Елладора, де зустрічають Селену, принцесу ельфів. Попри її недовіру до людей, вона має наказ привести їх до своєї вчительки, Лорен, яка повинна надати людям інформацію про Святий Меч Ейя. Під час подорожі лісом Казель та його друзі стають приятелями з маленьким треантом на ім'я Неча. На жаль, на них нападає рослинний демон, який вбиває Нечу. Цей вчинок розлючує Казеля, змушуючи його максимально жорстоко вбити рослинного демона саме в той момент, коли з'являється Лорен, щоб побачити людей. | |                                                                                       |                |                         |
| 5 | «Сила Святого Меча» Транслітерація: «Kiyoshi Ken no Chikara» (яп. 聖剣の力)                                        | Тацунарі Кояно                                                                        | Ріє Кошіка     | 31 жовтня 2020          |
| Після поховання Нечі, доброта Казеля вражає Селену, яка починає вірити в доброту деяких людей. Лорен, переконавшись у його чистоті, знімає одну з печаток зі Святого Меча Ейя та направляє Казеля до гори Огрія. По дорозі група знову стикається з тим самим рослинним демоном, але Казель перемагає його без гніву. Згодом вони зустрічають відьму, яка попереджає Казеля, що він ризикує стати маріонеткою Луа, як і його батько Кайл. Тим часом у Орвелії Радник Моріхам отримує дозвіл залучити «Чорний Край» проти демонів, бачачи в цьому шанс зробити Ріхіта лицарем. | |                                                                                       |                |                         |
| 6 | «Майстриня Вогню» Транслітерація: «Honō no Tsukaite» (яп. 炎の使い手)                                              | Сігеру Фукасе                                                                         | Мегуму Сасано  | 7 листопада 2020        |
| На шляху до гори Огрія Казель і друзі зупиняються в містечку для поповнення запасів і заробітку. Рой вирушає на ринок, а Клео влаштовує Казеля, Фрей та себе на роботу в ресторан. Власниця, пані Вольф, змушує трійцю ремонтувати заклад і пояснює Клео свою неприязнь до магії, пов'язану з війною у минулому. Коли на ресторан нападають демони, Клео спочатку вагається використовувати магію, але пані Вольф, усвідомивши, що живе минулим, дозволяє їй врятувати друзів. Відремонтувавши ресторан, група заробляє достатньо грошей для продовження подорожі. | |                                                                                       |                |                         |
| 7 | «Об'єкт Ненависті» Транслітерація: «Nikushimi no Mukau Saki» (яп. 憎しみの向かう先)                                | Сатоші Такафудзі                                                                      | Мегумі Шімідзу | 14 листопада 2020       |
| Принцеса Орвелії, Скарлет, просить «Чорний Край» співпрацювати з армією для захисту від демонів, на що Ріхіт погоджується, бачачи в цьому нагоду для внутрішньої диверсії. Молодого члена «Чорного Краю», Тамма, нападають бандити, і Моріхам підозрює, що за цим стоїть дворянин Зієро, який ненавидить темних ельфів. Ріхіт і Ріпайн притискають Зієро доказами його дій, і Ріхіт погрожує вбити його, зупиняючись лише на прохання батька Зієро. Тим часом відьма Марія зустрічається зі своїм знайомим, Мальдуком, колишнім слугою Темного Лорда, і вони домовляються викрасти Святий Меч Ейя для воскресіння свого господаря. | |                                                                                       |                |                         |
| 8 | «Спогади в Очах» Транслітерація: «Hitomi no Kioku» (яп. 瞳の記憶)                                                  | Масаші Абе                                                                            | Мегуму Сасано  | 21 листопада 2020       |
| Казель з друзями прибувають у зруйноване демонами місто та допомагають його відбудовувати. Фрей заприятелювала з дівчинкою-сиротою Елізою, яка спершу опиралася її спробам зближення, але врешті прив'язалася до неї. Мер міста запропонував Фрей залишитися, але вона вирішила продовжити подорож з Казелем. Невдоволена рішенням Фрей, Еліза заманює її до сараю та замикає. Коли Казеля атакують демонічні черви, Фрей виривається та допомагає йому вбити демонів. Еліза вибачається перед Фрей, і дівчата обіцяють зустрітися знову. | |                                                                                       |                |                         |
| 9 | «Шрами Мертвих» Транслітерація: «Shibito no Tsumeato» (яп. 死人の爪痕)                                             | Тацунарі Кояно                                                                        | Ріє Кошіка     | 28 листопада 2020       |
| Казель з друзями прибувають у село, спустошене нежиттю, і знаходять притулок у домі Йоганна, батька Елізи та єдиного, хто вижив. Вони вирішують перечекати ніч, сподіваючись на кращі шанси вдень. Однак Казель випадково виявляє, що Йоганн тримає свою дружину, Лізу, яка стала нежиттю, у підвалі, намагаючись повернути їй людяність. Йоганн зрештою усвідомлює, що його дружина дійсно мертва. Поки Казель і друзі знищують решту нежиті, Йоганн возз'єднується з Елізою. | |                                                                                       |                |                         |
| 10 | «Індивідуальні Мотиви» Транслітерація: «Sorezore no Riyū» (яп. それぞれの理由)                                     | Саяка Ода                                                                             | Мегумі Шімідзу | 5 грудня 2020           |
| «Чорний Край» здобуває популярність, бо стримує демонів, що змушує Скарлет та короля Орвелії звернути на них увагу, хоча король і висловлює занепокоєння щодо зв'язків Моріхама з темними ельфами. Ріхіт приймає пропозицію Скарлет про спільну розвідку, бачачи в цьому нагоду для своїх планів. Молодий член угруповання Тамм закохується в людину, за що Ріпайн суворо дорікає йому, нагадуючи про важливість місії «Чорного Краю» та відданість братові. Тим часом Казель і його друзі дістаються Червоної Долини, батьківщини орків. | |                                                                                       |                |                         |
| 11 | «Гордість Орків» Транслітерація: «Ōku no Hokori» (яп. オークの誇り)                                                | Сатоші Такафудзі                                                                      | Мегуму Сасано  | 12 грудня 2020          |
| Перетинаючи Червону Долину, Казель з друзями зустрічають орочого шамана Каулу та його учня Дейла, на яких напала нежить. Після перемоги над немертвими, Каула пояснює, що бачив прибуття Казеля у своїх снах. Казель просить допомоги у вождя Аетоли, щоб зняти печатку зі Святого Меча Ейя, але дізнається, що Аетола помер, а його наступник Зіг очолив клан. Зіг повідомляє Казелю, що Аетола залишив вказівки для спадкоємця святого меча: якщо Казель доведе свою гідність у святилищі орків, то печатку буде знято, інакше його та його друзів чекає смерть. | |                                                                                       |                |                         |
| 12 | «Час Випробувань» Транслітерація: «Shiren no Toki» (яп. 試煉の刻)                                                  | Масаші Абе                                                                            | Ріє Кошіка     | 19 грудня 2020          |
| Увійшовши до святилища, Казель потрапляє у видіння, де його мати жива, а світ вільний від демонів. Усвідомивши, що це ілюзія, він свідомо повертається до реальності. Зіг, визнавши, що Казель пройшов випробування, знімає другу печатку зі Святого Меча і обіцяє битися разом з ним проти Темного Лорда. Проте, Мальдук, відчувши силу меча, нападає на село, ранивши Зіга та Фрей. У гніві Казель короткочасно вивільняє священну силу, змушуючи Мальдука відступити, після чого непритомніє від виснаження. | |                                                                                       |                |                         |
| 13 | «Моєму Дорогому Другу» Транслітерація: «Shin'ai-naru Tomo e...» (яп. 親愛なる友へ…)                                | Макато Хошіно, Сатоші Такафудзі, Тацунарі Кояно, Масаші Абе, Сігеру Фукасе, Саяка Ода | Мегумі Шімідзу | 26 грудня 2020          |
| Поки Казель оговтується від поранень, Фрей пише листа Клаусу. У ньому вона описує все, що бачила, та всіх людей, яких зустріла з моменту, як покинула Орвелію. | |                                                                                       |                |                         |
| 14 | «Вхід до Безодні» Транслітерація: «Fukaki Naraku no Iriguchi» (яп. 深き奈落の入口)                                 | Ясухіро Мінамі                                                                        | Мегумі Шімідзу | 26 грудня 2020          |
| Перед експедицією на заражені демонами території принцеса Скарлет пропонує тренувальний бій з членом «Чорного Краю» для зміцнення довіри. Азал викликається, сподіваючись на легку перемогу, але зазнає поразки. Скарлет також вирішує приєднатися до експедиції, попри заперечення канцлера Бела. Моріхам бачить у відсутності Скарлет можливість узурпувати владу. Під час експедиції Скарлет намагається потоваришувати з Ріпайн, але та відкидає її, заявляючи, що Скарлет не зрозуміє труднощів темних ельфів через її привілейоване життя. «Чорний Край» досліджує пустки, і Тамм випадково торкається символу, перетворюючись на нежить. Раптово перед ними з'являється Мальдук. | |                                                                                       |                |                         |
| 15 | «Битва у Пустках» Транслітерація: «Arechi no Shitō» (яп. 荒地の死闘)                                               | Сатоші Такафудзі                                                                      | Мегумі Шімідзу | 9 січня 2021            |
| Мальдук за допомогою Марії винищує «Чорний Край», але змушений відступити під натиском армії Орвелії, залишивши Ріхіта та Ріпайн єдиними, хто вижив. Тим часом Казель отямлюється після двотижневої коми, пережитої після битви з Мальдуком. Занепокоєний своїм психічним станом, він вирішує зміцнити свій розум і серце, щоб належним чином володіти Святим Мечем Ейя. Каула також попереджає Фрей, що Казель може загинути у битві проти Темного Лорда, що змушує Фрей хвилюватися за нього та намагатися змінити його долю. | |                                                                                       |                |                         |
| 16 | «Найманець з Крилами Свободи» Транслітерація: «Jiyū no Tsubasa o Motsu Yōhei» (яп. 自由の翼を持つ傭兵)             | Тацунарі Кояно                                                                        | Мегуму Сасано  | 16 січня 2021           |
| Дорогою до Сніжної Гори Віндленд Казель та його друзі зустрічають Рейну, найманку, яка допомагає селу темних ельфів розслідувати загадкові зникнення. Через упередження темних ельфів щодо орвелійців, Рейна радить Казелю та його друзям приховати своє орвелійське походження і назватися вихідцями з Імперії, як вона сама. Вона також розповідає Казелю про своє минуле знатної дами в Імперії, звідки вона втекла, щоб стати найманкою. Казель і Рейна виявляють, що велетенський павук-демон викрадає людей із села, і Клео стає його останньою жертвою. Працюючи разом, Казель і Рейна рятують жертв і вбивають демона. Коли селяни в безпеці, Казель і його друзі продовжують свою подорож. | |                                                                                       |                |                         |
| 17 | «Шрами Втрат» Транслітерація: «Sōshitsu no Ato» (яп. 喪失の痕)                                                     | Масаші Абе                                                                            | Мегумі Шімідзу | 23 січня 2021           |
| Армія Орвелії розгортає тимчасовий табір у селі Елізи, де Скарлет наглядає за одужанням Ріхіта. Прокинувшись, він дізнається, що "Чорний Край" був знищений, і він єдиний, хто вижив. Охоплений гіркотою, він намагається знайти Мальдука і помститися за своїх друзів. Скарлет знаходить його перш ніж він покине ліс, і розлючений Ріхіт розкриває, що ніколи не дбав про Орвелію, а лише хотів поневолити її громадян у помсту за дискримінацію темних ельфів. Ця правда шокує Скарлет, яка не знала про таємне гноблення. На шляху до помсти Ріхіт зустрічає Марію, яка розповідає йому, що Ілля, темна ельфиня, яка опосередковано спричинила дискримінацію темних ельфів, насправді хотіла врятувати Кайла. Вона радить Ріхіту йти до Вежі Мудреця і знайти меч, який створила Ілля. | |                                                                                       |                |                         |
| 18 | «Ніч Спогадів» Транслітерація: «Tsuioku no Yoru» (яп. 追憶の夜)                                                    | Саяка Ода                                                                             | Ріє Кошіка     | 30 січня 2021           |
| Перетинаючи скелясті рівнини, Казель та його друзі зазнають нападу нежиті. Рой впізнає в ній свого колишнього товариша по команді та вбиває його. Вночі Рой розповідає Казелю, що раніше був найманцем під керівництвом Заєда, доки їх не відправили розслідувати демонічну активність на Демонічних Рівнинах. Там уся його група була перетворена на нежить магічними пастками Мальдука, і Рой вижив лише завдяки Домінікусу, який врятував його. Наступного дня Рой і Казель знищують решту нежиті, і Рой віддає шану своєму загиблому капітану, перш ніж продовжити подорож. | |                                                                                       |                |                         |
| 19 | «Прихована Рішучість» Транслітерація: «Hisoka na Ketsui» (яп. 密かな決意)                                          | Сатоші Такафудзі                                                                      | Мегуму Сасано  | 6 лютого 2021           |
| Казель з друзями дістаються Сніжної Гори Віндленд і, пройшовши крізь сильний вітер, знаходять зруб. Там Фрей непритомніє від виснаження, і група вирішує перечекати негоду. Казель, не бажаючи наражати друзів на більшу небезпеку, намагається продовжити шлях самотужки, але Рой та Клео зупиняють його, розкриваючи, що Фрей захищала їх від холоду гори своєю магією. Усвідомивши, що друзі піклуються про нього так само, як і він про них, Казель вибачається за свою нерозважливість. Група заходить до печери Павела, чаклуна, який тримає останню печатку на Святому Мечі Ейя, але Казеля відокремлює від друзів товста крижана стіна. Тим часом армія Скарлет готується повернутися до Орвелії, аж поки Ріхіт не просить вказівок щодо шляху до Вежі Мудреця, бажаючи дізнатися правду про Іллю та її "фальшивий меч". Скарлет погоджується йти з ним. | |                                                                                       |                |                         |
| 20 | «Самотній Чаклун» Транслітерація: «Kokō no Mahōshi» (яп. 孤高の魔法師)                                             | Казуомі Кога                                                                          | Ріє Кошіка     | 13 лютого 2021          |
| У печері Казель зустрічає Павела, крижаного чаклуна, який колись був союзником Короля Кайла. Фрей, Рой та Клео пробиваються крізь крижану стіну Павела та приєднуються до Казеля. Павел зізнається, що випробовував друзів Казеля, щоб побачити їхню відданість, і тепер готовий розповісти про свою історію з Королем Кайлом. Давним-давно Кайл звернувся до Павела за допомогою проти Темного Лорда, і Павел неохоче погодився. Після зникнення Кайла у битві з Темним Лордом, Павел та Домінікус, попри протести Лорен, таємно захистили Арлетт, дружину Кайла, та її ненароджену дитину. За допомогою крижаної магії Павел занурив Арлетт та ненародженого Казеля в анабіоз і розбудив їх століття потому. Хоча Павел шкодує, що не знайшов кращого способу забезпечити виживання роду Кайла, Казель не шкодує про своє життя і заявляє, що продовжить справу Кайла. З наближенням ночі повернення Темного Лорда, Павел веде групу Казеля до Світового Дерева, найсвятішого місця на планеті, щоб вони могли пробудити Святий Меч Ейя. Тим часом Мальдук та Марія розпочинають свій ритуал призову Темного Лорда у світ живих, але виявляють, що їхнє закляття викликало замість нього Кайла. | |                                                                                       |                |                         |
| 21 | «Правда Іллі» Транслітерація: «Shinjitsu no Iria» (яп. 真実のイリア)                                               | Сун Хі Сон                                                                            | Мегумі Шімідзу | 20 лютого 2021          |
| Марія помилково вважає, що Кайл був викликаний з розлому, тоді як це був замаскований Ангмунд. Тим часом, у Вежі Мудреця, Ріхіт шукає «фальшивий Святий Меч» Іллі й дізнається, що це була брехня, вигадана дворянами Орвелії для дискредитації Кайла. Домінікус підтверджує, що Ілля насправді працювала над захисним обладнанням. Ріхіт також виявляє, що є нащадком Іллі, і його кулон — це завершення її роботи, після чого він погоджується допомогти Скарлет знайти Казеля. | |                                                                                       |                |                         |
| 22 | «До Світового Дерева» Транслітерація: «Seikaiju o Mezashite» (яп. 世界樹を目指して)                                | Тацунарі Кояно                                                                        | Мегуму Сасано  | 27 лютого 2021          |
| Павел веде Казеля та його друзів через ліс Елладора до Світового Дерева. Несподівано на них нападають Мальдук, Марія та воскреслий Ангмунд. Казель з друзями падають у річку, але їх рятує Марія, яка просить Казеля подбати про Павела. Лорен і Селена знаходять пораненого Павела і намагаються його вилікувати, поки Казель повідомляє їм про воскресіння Ангмунда. Марія намагається поговорити з Казелем про Кайла, але Лорен розкриває, що Марія була святинею Луа, яка перейшла до поклоніння Лейї, богині темряви, після нерозкритої події. | |                                                                                       |                |                         |
| 23 | «Дощ Сліз Марії» Транслітерація: «Maria no Namidaame» (яп. マリアの涙雨)                                           | Масаші Абе                                                                            | Мегуму Сасано  | 6 березня 2021          |
| Марія розповідає Казелю та його друзям про своє минуле як святині та подруги Кайла й Арлетт, матері Казеля. Вона була відданою Луа і підтримувала зусилля Іллі щодо створення захисного обладнання для Кайла. Проте під час битви на Демонічних Рівнинах Кайл був спотворений і ув'язнений Темним Лордом, а Ілля загинула, намагаючись йому допомогти. Вважаючи, що Луа покинула їх, Марія зреклася її і присвятила себе Лейї, богині темряви. Відходячи з лісу Елладора, Марія розкриває, що Кайл став вмістилищем душі Темного Лорда, що може змусити Казеля вбити власного батька. Казель вірить, що зможе врятувати його від темряви. Павел одужує, але, не маючи змоги дістатися до Світового Дерева, знімає останню печатку зі Святого Меча. Група, до якої приєднується Селена, вирушає до Світового Дерева. | |                                                                                       |                |                         |
| 24 | «Ті, Хто Тримаються Міцно» Транслітерація: «Tachimukau Mono-tachi» (яп. 立ち向かう者たち)                          | Саяка Ода, Ясухіро Мінамі, Сатоші Такафудзі, Тацунарі Кояно, Масаші Абе, Казуомі Кога | Мегумі Шімідзу | 13 березня 2021         |
| Готуючись до подорожі до Світового Дерева, Скарлет пише листа канцлеру Белу, описуючи події експедиції на Демонічні Рівнини. Тим часом група Казеля прямує до Світового Дерева і розповідає Селені про все, що з ними сталося після того, як вони покинули ліс Елладора. | |                                                                                       |                |                         |
| 25 | «Лезо Помсти, що Квітне в Темряві» Транслітерація: «Yami Saku, Fukushū no Yaiba» (яп. 闇咲く、復讐の刃)            | Сатоші Такафудзі                                                                      | Мегумі Шімідзу | 20 березня 2021         |
| Ріхіт і Скарлет дістаються Світового Дерева, де Ріхіт забирає Ейю, прагнучи помститися за своїх друзів. Мальдук намагається відібрати меч, але Скарлет відволікає його, дозволяючи Ріхіту обезголовити ворога. Проте, Ангмунд забирає Ейю у Ріхіта саме в той момент, коли Казель з друзями прибувають до Світового Дерева. | |                                                                                       |                |                         |
| 26 | «Битва біля Світового Дерева» Транслітерація: «Sekaiju no Tatakai» (яп. 世界樹の戦い)                              | Макато Хошіно                                                                         | Мегумі Шімідзу | 27 березня 2021         |
| Починається фінальна битва, і Казель з друзями відокремлюють Ангмунда від Ейї. Проте Ейя насправді стримувала силу Ангмунда, і без неї він повністю вивільняє свою міць. Казель ледь встигає схопити Ейю, коли Ріхіт передає йому кулон, створений Іллею. Кулон створює броню, що захищає Казеля від темної сили Ангмунда, і з повною міццю Ейї Казель звільняє Кайла з броні Ангмунда, дозволяючи його душі відійти у загробний світ. Після битви демонічна активність значно зменшилася. Скарлет пропонує Ріхіту дворянський титул, намагаючись сприяти мирним відносинам між Орвелією та темними ельфами, але Ріхіт просить час для прийняття рішення. Спочатку йому потрібно просвітити своїх побратимів темних ельфів щодо дій Іллі, сподіваючись, що з часом це покращить відносини. Перед від'їздом з Орвелії він передає кулон Казелю. Поки Ріхіт возз'єднується з Ріпайн, яка ледве вижила після нападу Мальдука, Казель і Фрей возз'єднуються з Клео та Роєм, готовими розпочати нову пригоду разом. | |                                                                                       |                |                         |

## Нотатки
1. 1 2  13 і 14 серії вийшли в ефір разом як годинний спеціальний випуск[11].